# Martin-Baker MB.5
Le Martin-Baker MB.5 est l'ultime développement d’une série de prototypes d’avions de chasse britanniques conçus par Martin-Baker durant la Seconde Guerre mondiale. En dépit de ses performances, jugées excellentes par les pilotes d'essai, il n'a pas été produit en série, à l'instar de ses prédécesseurs.

### Développement lié
- Martin-Baker MB 3 (en)

### Aéronefs comparables
- CAC CA-15 Kangaroo
- Hawker Sea Fury
- Messerschmitt Me 309
- North American P-51 Mustang
- Supermarine Spiteful